# Козовский поселковый совет
Козо́вский поселковый совет (укр. Козівська селищна рада) — входит в состав  Тернопольского района Тернопольской области Украины.
Административный центр поселкового совета находится в 
пгт Козова.

## История
- 1939 — дата образования.

## Населённые пункты совета
- пгт Козова